# Cinologia
La Cinologia è una branca della veterinaria che ha per oggetto lo studio dei cani dal punto di vista anatomico, fisiologico. In alcuni paesi non viene formalmente riconosciuta come una scienza a sé.